# Susanne Kiermayer
Susanne Kiermayer, née le 22 juillet 1968 à Zwiesel, est une tireuse sportive allemande. 

## Carrière
Susanne Kiermayer participe aux Jeux olympiques de 1996 à Atlanta où elle remporte la médaille d'argent en double trap. Elle remporte également une médaille d'argent lors des Championnats du monde de 1998.